# Katerina Michalopoulou
Katerina Michalopoulou (Κατερίνα Μιχαλοπούλου) (Grecia, 1972) è una modella greca, vincitrice del titolo di Miss Grecia 1991 e Miss Europa 1991.

## Biografia
Nel 1991 Katerina Michalopoulou ottenne il titolo di "B Miss Hellas" (in greco: "Β Μις Ελλάς") durante il concorso: Miss Star Hellas. Grazie a tale titolo, la Michalopoulou ebbe la possibilità di partecipare a Miss Europa - che si teneva a Dakar (Senegal). Inizialmente il titolo fu vinto dalla tedesca Susanne Petry, mentre Katerina Michalopoulou si classificò seconda. Quando, successivamente, la Petry fu squalificata, il titolo di Miss Europa passò automaticamente a lei.
Dopo la vittoria al concorso di Miss Europa, ha ottenuto fama internazionale ed intercontinentale, diventando uno dei personaggi maggiormente influenti nel mondo della moda greca e mondiale, scalando le classifiche di numerosi Paesi.